# Dreamspace
Dreamspace е третият студиен албум на финландската група Стратовариус. Това е последният албум, в който Тимо Толки е вокалист, преди Тимо Котипелто да го замести, както и първият албум, в който Яри Кайнулайнен е басист. „Dreamspace“ е един от най-тъмните албуми на Стратовариус и голяма част от текстовете са посветени на напрежението в съвременния живот, въпреки че последният и едноименен албум на групата разкрива по-лична страна в текстовете на Толки, разказващ за своя нервен срив и неотдавнашната суматоха в групата. Звукът в албума набляга върху по-високите тонове, което е характерно за по-късните творби на Стратовариус.

## Списък с песни
Албумът включва 14 песни. Музиката на всички песни е дело на Тимо Толки, текстовете са на Тимо Толки или Туомо Ласила.
1. Chasing Shadows – 4:36
2. 4th Reich – 5:52
3. Eyes of the World – 6:00
4. Hold on to Your Dream – 3:38
5. Magic Carpet Ride – 5:00
6. We Are the Future – 4:36
7. Tears of Ice – 5:41
8. Dreamspace – 6:00
9. Reign of Terror – 3:33
10. Thin Ice – 4:31
11. Atlantis – 1:09
12. Abyss – 5:06
13. Shattered – 3:30
14. Wings of Tomorrow – 5:15

## Участници
- Тимо Толки – ритъм/основна китара и вокали
- Яри Кайнулайнен – бас китара
- Анти Иконен – клавишни
- Туомо Ласила – перкустика и ударни
- Сами Куопамяки – сесии от ударни в 3, 4, 6, 7 и 13 песни